# NGC 257
NGC 257 је спирална галаксија у сазвежђу Рибе која се налази на NGC листи објеката дубоког неба.
Деклинација објекта је + 8° 17' 48" а ректасцензија 0h 48m 1,6s. Привидна величина (магнитуда) објекта NGC 257 износи 12,7 а фотографска магнитуда 13,4. Налази се на удаљености од 75,653 милиона парсека од Сунца. NGC 257 је још познат и под ознакама UGC 493, MCG 1-3-3, CGCG 410-6, IRAS 00454+0801, PGC 2818.